# 한국가축인공수정사협회
한국가축인공수정사협회는 가축개량증식사업을 통하여 회원간의 권익보호와 사회적 지위를 향상함을 목적으로 1991년 1월 15일 설립된 대한민국 농림수산식품부 소관의 사단법인이다. 사무실은 서울특별시 서초구 서초3동 1516-5 축산회관에 있다.

## 가축인공수정사
가축인공수정사란 농촌진흥청에서 시행하는 가축인공수정사 시험에 합격한 자. 또는 축산산업기사 이상의 자격을 취득한 자로서 시 · 도지사의 가축인공수정사 면허를 발급받은 자를 말한다. 학술시험용으로 필요한 경우자가사육가축(自家飼育家畜)을 인공수정하거나 이식하는 데에 필요한 경우가 아니면 인공수정 하지 말아야 하며 누구든지 수정사의 면허를 취득하지 아니하고 그 명의를 사용하거나 면허를 대여받아서는 아니 되며, 명의의 사용이나 면허의 대여를 알선해서도 아니 된다. 궁금하다면 국가법령정보센터에서 축산법을 찾아보면 된다.

## 주요 사업
- 가축개량증식을 위한 기술도입 및 지도교육
- 정액 유통, 기자재 개발 및 알선
- 가축인공수정사업 관련 조사연구